# David Europeo

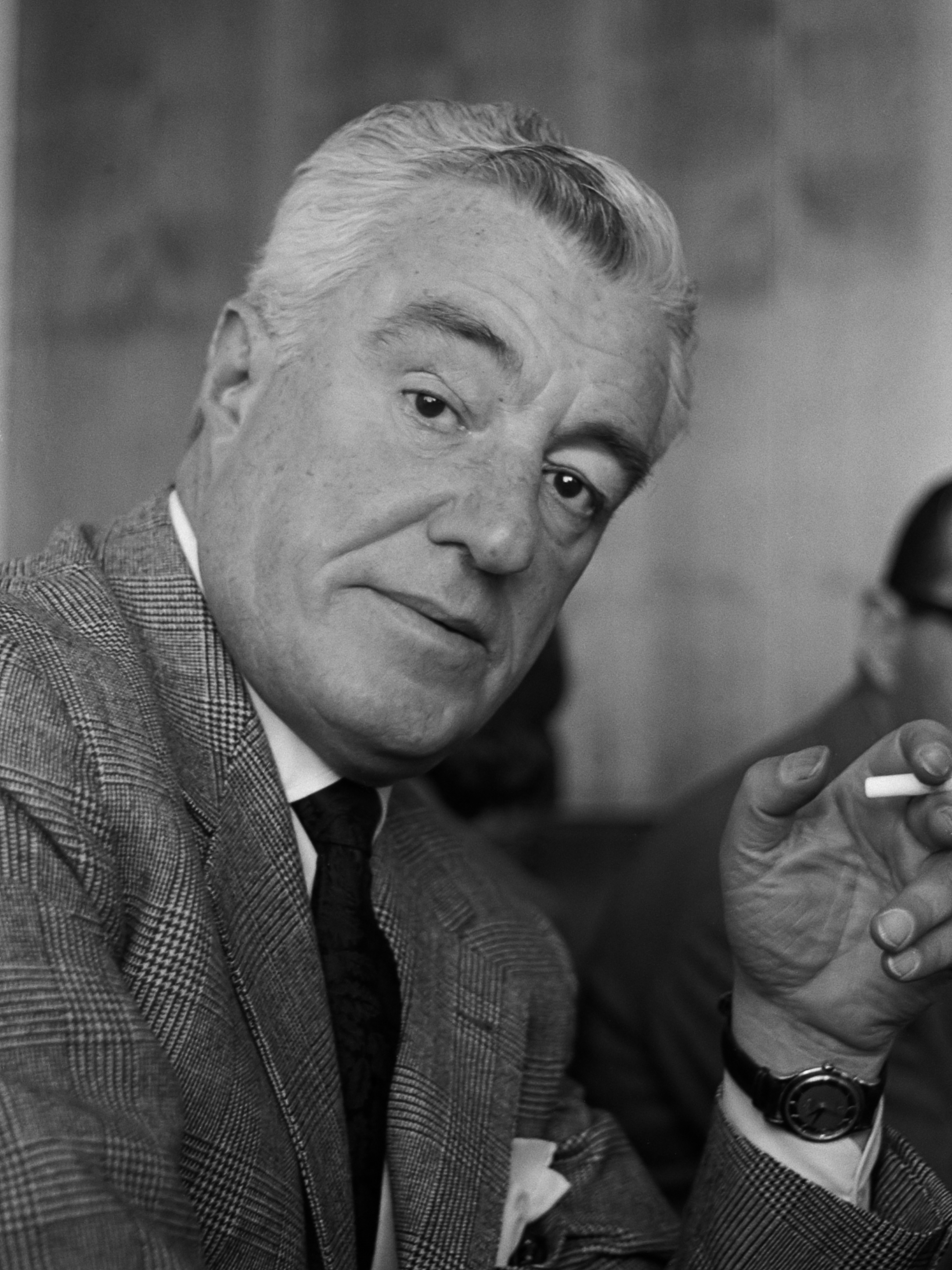
Vittorio De Sica.

Le David Européen (David Europeo) est une récompense cinématographique italienne décernée annuellement par l'Académie du cinéma italien dans le cadre des David di Donatello. Ce prix spécial est décerné de 1973 à 1983.

## Palmarès

### Années 1970
- 1973 : Vittorio De Sica pour son film Una breve vacanza
- 1974 : Franco Brusati pour son film Pain et Chocolat (Pane e cioccolata)
- 1975 : Melvin Frank pour son film Le Prisonnier de la seconde avenue (The Prisoner of Second Avenue)
- 1976 : Jan Troell pour son film Zandy's Bride
- 1977 : Stanley Kubrick pour son film Barry Lyndon
- 1978 : Fred Zinnemann pour son film Julia
- 1979 : Franco Zeffirelli

### Années 1980
- 1980 : John Schlesinger pour son film Yanks
- 1981 : Krzysztof Zanussi
- 1982 : Ermanno Olmi
- 1983 : Richard Attenborough pour son film Ghandhi

## Source
- (it) Cet article est partiellement ou en totalité issu de l’article de Wikipédia en italien intitulé « David Europeo » (voir la liste des auteurs).